# Senfölglycoside

Allgemeine Strukturformel der Senfölglycoside (Glucosinolate)

Die Senfölglycoside, auch Glucosinolate, gehören zur Stoffgruppe der Glycoside. Da das Aglycon über ein Schwefelatom an den Zuckerteil (Glycon) gebunden ist, spricht man genauer von einem Thioglycosid. Die Zuckerkomponente ist Glucose, zusätzlich weisen die Verbindungen jeweils eine Sulfatgruppe auf.
Senfölglycoside sind schwefel- und stickstoffhaltige chemische Verbindungen, die aus Aminosäuren gebildet werden. Diese sekundären Pflanzenstoffe geben Vertretern aus der Familie der Kreuzblütler wie Rettich, Meerrettich, Senf, Kresse und Kohl den etwas scharfen und bitteren Geschmack und sind in den daraus hergestellten Senfölen enthalten. Auch weitere Pflanzen aus der Ordnung der Kreuzblütlerartigen wie die Kapuzinerkressen enthalten zum Teil Senfölglycoside in nennenswerten Mengen.

## Stoffgruppe
Es sind rund 120 verschiedene Glucosinolate bekannt, die sich nur im Aglycon-Rest unterscheiden. Als Zucker tritt immer Glucose auf. Das Spaltungsenzym der Glucosinolate ist die Myrosinase, dieses liegt räumlich getrennt in den Zellen vor. Bei Verletzung der Zellen (Kauen oder Schneiden) kommen Myrosinase und Senfölglycoside zusammen, die hierbei zu Isothiocyanaten (Senfölen) hydrolysiert werden. Senföle sind entweder nicht flüchtig und schmecken scharf oder sie sind flüchtig und riechen stechend. In Abhängigkeit von der Glucosinolatstruktur und bei Anwesenheit weiterer Proteine (specifier Proteine) können auch vorrangig Nitrile oder Epithionitrile entstehen.
Da Senfölglycoside als konstitutive Abwehrstoffe (Phytoanticipine) gegen Tierfraß wirken, kann im Rahmen der Evolutionstheorie angenommen werden, dass diese Stoffgruppe insofern einen Selektionsvorteil bewirkte. Diese Geschmackstoffe sollen Infektionen vorbeugen und unterstützen die Krebsprävention, wie Sulforaphan oder Iberin.
Unter bestimmten Bedingungen können sich aus Senfölglycosiden auch Thiocyanate bilden. Diese können bei hoher Konzentration oder bei hoher Aufnahme, insbesondere nach Verzehr großer Mengen von Kohl (mit dem Glucosinolat Glucobrassicin), wie dies in Notzeiten vorkommt, zur Kropfbildung bei Mensch und Tier führen (strumigene Substanz). Dabei verdrängen die Ionen des Pseudohalogenids Thiocyanat Iodid-Ionen aus dem Schilddrüsengewebe, sodass dadurch weniger Iod für die Synthese des Schilddrüsenhormons Thyroxin zur Verfügung steht.
Für Glucosinolate und ihre Hydrolyseprodukte sowie Metaboliten wurden chemoprotektive Effekte gegen verschiedene Karzinogene nachgewiesen. Sie blockieren die Tumorentstehung in einer Anzahl von Geweben und Organen wie etwa der Leber, dem Grimmdarm, den Milchdrüsen, der Bauchspeicheldrüse und anderen.

## Verwendung in der Medizin
Senföle beziehungsweise Isothiocyanate (z. B. Allylsenföl) werden therapeutisch als örtlich wirkende Hautreizmittel (Rubefacientia) eingesetzt. Sie wirken teilweise stark antibakteriell.
Zubereitungen aus senfölhaltigen Pflanzen werden ebenfalls heilkundlich verwendet. Kapuzinerkresse etwa wirkt aufgrund ihres Gehaltes an Benzylisothiocyanat bakteriostatisch (bei grampositiven und gramnegativen Bakterien sowie in vitro gegen multiresistente Staphylokokken), virustatisch (in vitro auch 90 Prozent Reduktion bei H1N1-Viren), antimykotisch und hyperämisierend. Untersuchungen am Institut für Medizinische Virologie der Universität Gießen haben 2010 ergeben, dass Senföle aus Kapuzinerkresse und Meerrettich die Vermehrung von Grippeviren vom Typ H1N1 hemmen können. Die Vermehrung wurde im In-vitro-Modell mit menschlichen Lungenzellen um etwa 90 Prozent gehemmt. Schon 1958 wurde in wissenschaftlichen Untersuchungen am exembryonierten Hühnerei unter dem Einfluss der Senföle aus Kapuzinerkresse und Meerrettich eine starke Hemmung der Vermehrung von Influenza-Viren nachgewiesen.
Wissenschaftlich belegt ist auch die antimikrobielle Wirkung der Senföle im Meerrettich (insbesondere gegenüber Bacillus subtilis, Escherichia coli und Staphylococcus aureus) sowie eine hyperämisierende Wirkung. Das ätherische Öl enthält Allylsenföl (ca. 90 %) und 2-Phenylethylisothiocyanat. Je nach Dosis wirkt der Meerrettich in vitro bakteriostatisch bzw. bakterizid. Das Allylsenföl aus der Meerrettichwurzel zeigt eine gute Wirksamkeit im gramnegativen Spektrum, während das Phenylethylisothiocyanat aus der Meerrettichwurzel ein erweitertes Wirkspektrum im grampositiven Bereich aufweist.
Zahlreiche In-vitro-Studien belegen, dass die Pflanzenstoffe bereits in einer geringen Dosierung eine Vielzahl von klinisch relevanten Krankheitserregern – darunter die häufigsten Erreger von Harnwegs- sowie bakteriellen Atemwegsinfektionen – bekämpfen und auch entzündungshemmend wirken. In der 2017 aktualisierten S3-Leitlinie zur Therapie von unkomplizierten Harnwegsinfektionen wird der Einsatz von Arzneimitteln mit Kapuzinerkresse und Meerrettich als pflanzliche Behandlungsmöglichkeit bei häufig wiederkehrenden Blasenentzündungen empfohlen. Senfölglycoside aus Kapuzinerkresse und Meerrettichwurzel werden kombiniert in der Praxis als Phytotherapeutikum zur Behandlung und Prophylaxe von Atemwegs- und Harnwegsinfekten eingesetzt.

## Vorkommen und biochemische Charakteristika

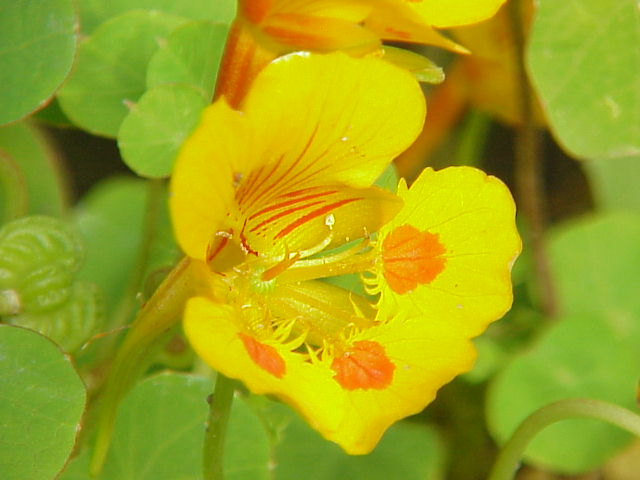
Kleine Kapuzinerkresse (Tropaeolum minus)

Senfölglycoside kommen in Mitteleuropa ausnahmslos in Kreuzblütlern vor. Ansonsten sind sie bei den Kaperngewächsen verbreitet, sporadisch kommen sie bei Kapuzinerkressengewächsen, Wolfsmilchgewächsen und anderen Pflanzensippen vor. Glycosinolate werden durch die Myrosinase zu Glukose, Hydrogensulfat HSO4− und einem der folgenden Aglycone gespalten, das verschiedenen Stoffgruppen angehören kann wie Isothiocyanat, Thiocyanat, Nitril, oder auch Oxazolidin-2-thion. Diese können in höheren Konzentrationen Vergiftungserscheinungen verursachen:
- Isothiocyanate (chemisch: R–N=C=S) reizen die Schleimhaut, werden jedoch meist in so geringen Mengen aufgenommen, dass keine weiteren Schäden verursacht werden. Wenn Glycosinolate aufgenommen und im Darm zu Isothiocyanaten abgebaut werden, können sie einen negativen Einfluss auf die Produktion der Schilddrüsenhormone haben.

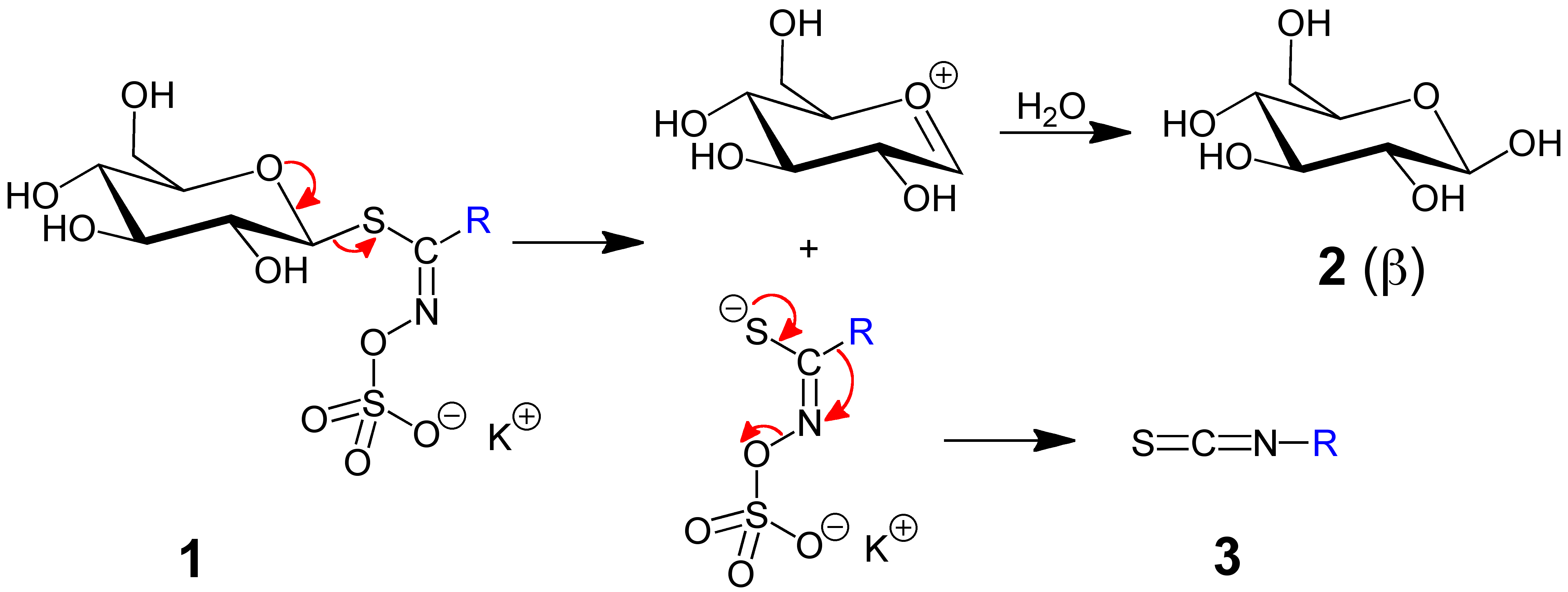
Das Senfölglycosid 1 wird in das Isothiocyanat 3 (ein Senföl) umgewandelt. Glucose 2 wird dabei zugleich freigesetzt, gezeichnet ist nur die β-Form der D-Glucose.
R = Allyl, Benzyl, 2-Phenylethyl etc.

- Oxazolidin-2-thione entstehen aus Isothiocyanaten von Glucosinolaten mit 2-Hydroxy-Seitengruppen, z. B. dem Glucosinolat Progoitrin über die Zwischenstufe des Goitrin. Oxazolidin-2-thione stören das Wachstum und erhöhen die Wahrscheinlichkeit der Kropf-Bildung (englisch 'goiter'). Sie blockieren die Schilddrüsenfunktion durch die Hemmung der Iod-Aufnahme in Thyroxin-Vorläufer und durch die Hemmung der Thyroxin-Sekretion aus der Schilddrüse.
- Nitrile (R–C≡N) stören das Wachstum, verursachen Leber- und Nierenschäden, und führen in schwerwiegenden Fällen zu Lebernekrosen.
- Thiocyanate (R–S–C≡N) verhindern die Iodaufnahme in die Schilddrüse, dadurch verringerte Tyrosin-Iodierung und verringerte Thyroxin-Synthese.

| Senfölglycosid                       | R = chemischer Rest                                                                     | biosynthetisiert aus   | Senföl und andere Abbauprodukte                                                                        | Vorkommen                                                                                     |
| ------------------------------------ | --------------------------------------------------------------------------------------- | ---------------------- | --- | --------------------------------------------------------------------------------------------- |
| Sinigrin                             | 2-Propenyl, Allyl (CH2=CH–CH2–)                                                         | Methionin              | Allylisothiocyanat                                                                                     | Schwarzer Senf, Meerrettich, Knoblauchsrauke, Wasabi, Broccoli, Rosenkohl, Kohl               |
| Glucosinalbin                        | 4-Hydroxybenzyl, p-Hydroxybenzyl                                                        | Tyrosin, Phenylalanin? | 4-Hydroxybenzylisothiocyanat, 4-Hydroxybenzylnitril                                                    | Samen von Brassica-Arten und Samen von Lepidium campestre                                     |
| Sinalbin                             | Sinapin-Salz des Glucosinalbins                                                         | Tyrosin, Phenylalanin? | 4-Hydroxybenzylisothiocyanat, 4-Hydroxybenzylnitril                                                    | Weißer Senf                                                                                   |
| Glucotropaeolin (GTL)                | Benzyl                                                                                  | Tyrosin, Phenylalanin? | Benzylisothiocyanat, Tropaeolin                                                                        | Kapuzinerkresse, Samen von Kresse-Arten, Gartenkresse, Maca, Knoblauchsrauke, Meerrettichbaum |
| Gluconasturtiin (GNAST, GST)         | 2-Phenethyl, 2-Phenylethyl                                                              | Tyrosin, Phenylalanin? | Phenylethylisothiocyanat (PEITC), Nasturtiin (NAS)                                                     | Meerrettich, Brunnenkresse, Winterkresse, Broccoli,                                           |
| Gluconapin (GNA)                     | 3-Butenyl (CH=CH–CH2–CH2–)                                                              | Methionin              | 3-Butenylisothiocyanat, Napin                                                                          | Raps, Rübsen, Chinakohl, Kohl, Hirtentäschel, Lesquerella fendleri, Lobularia maritima        |
| Glucoraphenin                        | 4-Methylsulfinyl-3-butenyl (CH3–SO–CH=CH–CH2–CH2–)                                      | Methionin              | Sulforaphen, Sulforaphennitril                                                                         | Garten-Rettich, Radieschen, Matthiola longipetala                                             |
| Glucoraphanin                        | 4-Methylsulfinylbutyl (CH3–SO–(CH2)4–)                                                  | Methionin              | Sulforaphan, Sulforaphannitril                                                                         | Broccoli, Rettich, Weißkohl, Blumenkohl, Kohl, Erysimum allionii, Rucola                      |
| Glucobrassicin                       | 3-Indolylmethyl                                                                         | Tryptophan             | Indol-3-carbinol, 3-Indolylmethyl-isothiocyanat, Brassicin                                             | Kohl, Broccoli, Färberwaid, Palmkohl, (besonders roter) Blumenkohl                            |
| Glucocochlearin (1MP)                | 1-Methylpropyl (CH3–CH2–(CH3)CH–)                                                       | Isoleucin              | sec-Butyl-Isothiocyanat, Cochlearin                                                                    | Echtes Löffelkraut, Wiesenschaumkraut, Wasabi, Boechera holboellii                            |
| Glucobrassicanapin (GBN)             | 4-Pentenyl (CH2=CH2–CH2–CH2–CH2–)                                                       | Methionin              | Brassicanapin                                                                                          | Chinakohl                                                                                     |
| Progoitrin                           | (2R)-2-Hydroxy-3-butenyl (CH2=CH–CHOH–CH2–)                                             | Methionin              | Goitrin                                                                                                | Broccoli, Kohl, Raps, Rucola                                                                  |
| Epiprogoitrin                        | (2S)-2-Hydroxy-3-butenyl (CH2=CH–CHOH–CH2–                                              | Methionin              | Goitrin                                                                                                | Broccoli, Kohl, Raps, Rucola                                                                  |
| Gluconapoleiferin                    | 2-Hydroxy-4-pentenyl (CH2=CH2–CH2–CHOH–CH2–)                                            | Methionin              | Napoleiferin                                                                                           |                                                                                               |
| Glucoiberin                          | 3-Methylsulfinylpropyl (CH3–SO–CH2–CH2–CH2–)                                            | Methionin              | Iberin (IBN)                                                                                           | Schleifenblumen, Broccoli, Kohl, Lesquerella fendleri                                         |
| Glucoibeverin, Glucoiberverin (GIV)  | 3-Methylthiopropyl (CH2–S–CH2–CH2–CH2–)                                                 | Methionin              | Ibe(r)verin                                                                                            | Kohl                                                                                          |
| Glucocheirolin                       | 3-Methylsulfonylpropyl (CH3–SO2–CH2–CH2–CH2–)                                           | Methionin              | Cheirolin                                                                                              | Erysimum allionii, Erysimum cheiri                                                            |
| Neoglucobrassicin (NGBS)             | 1-Methoxy-3-indolylmethyl                                                               | Tryptophan             | | Winterkresse, Kohl                                                                            |
| Glucocapparin                        | Methyl (CH3–)                                                                           | Methionin              | Methyl-isothiocyanat, Capparin                                                                         | Kapern, Boscia senegalensis                                                                   |
| Glucolepidin                         | Ethyl (CH3–CH2–)                                                                        | Methionin              | Lepidin                                                                                                | Gartenkresse                                                                                  |
| Glucopurtanjivin, Glucoputranjivin ? | Isopropyl, 2-Propyl (CH3–(CH3)CH–)                                                      | Methionin              | Purtanjivin, Putranjivin ?                                                                             | Sisymbrium officinale, Tovaria                                                                |
| Glucojiaputin                        | 2-Methylbutyl (CH3–CH2–(CH3)CH–CH2–)                                                    | Methionin              | Jiaputin                                                                                               |                                                                                               |
| Glucobarbarin (BAR)                  | (S)-2-Hydroxy-2-phenylethyl                                                             | Tyrosin, Phenylalanin? | Barbarin                                                                                               | Winterkresse (Barbarea vulgaris)                                                              |
| Glucoaubrietin                       | p-Methoxybenzyl                                                                         | Tyrosin, Phenylalanin? | Aubrietin                                                                                              | Aubrieta spec.                                                                                |
| Glucolimnanthin                      | m-Methoxybenzyl                                                                         | Tyrosin, Phenylalanin? | Limnanthin, 2-(3-methoxyphenyl)acetamid, 2-(3-methoxymethyl)ethanthioamid, 3-methoxyphenylacetonitril) | Limnanthes alba (Limnanthaceae)                                                               |
| Glucoerucin (GER)                    | 4-Methylthiobutyl, 4-methylsulfanylbutyl (CH3–S–CH2–CH2–CH2–CH2–)                       | Methionin              | Erucin, Erucinnitril                                                                                   | Rucola (Eruca sativa), Erysimum allionii, Rutabaga, Kohl                                      |
| Glucoraphasatin (Glucodehydroerucin) | 4-Methylthiobut-3-enyl; 4-Methylsulfanyl-3-butenyl; vinyl-sulfid (CH3–S–CH=CH–CH2–CH2–) | Methionin              | Raphasatin                                                                                             | Rettich                                                                                       |
| Glucoberteroin                       | 5-Methylthiopentyl (CH3–S–(CH2)5–)                                                      | Methionin              | Berteroin                                                                                              | Berteroa incana                                                                               |
| Glucolesquerellin                    | 6-Methylthiohexyl (CH3–S–(CH2)6–)                                                       | Methionin              | Lesquerellin                                                                                           | Lesquerella spec., Lobularia maritima                                                         |
| Glucojirsutin, Glucoarabishirsuin    | 8-Methylthiooctyl (CH3–S–(CH2)8–)                                                       | Methionin              | Jirsutin                                                                                               | Arabis spec.                                                                                  |
| Glucoarabin                          | 9-Methylthiononyl (CH3–S–(CH2)9–)                                                       | Methionin              | Arabin                                                                                                 | Arabis spec.                                                                                  |
| Glucoerysolin                        | 4-(Methylsulfonyl)butyl (CH3–SO2–(CH2)4–)                                               | Methionin              | Erysolin                                                                                               | Erysimum allionii                                                                             |
| N-acetyl-3-indolylmethyl-GLS         | N-acetyl-3-indolylmethyl                                                                | Tryptophan             | | Tovaria                                                                                       |
| Glucoalyssin                         | Methylsulfinylpentyl (CH3–SO–(CH2)5–)                                                   | Methionin              | Alyssin                                                                                                | Raps, Pak Choi, Rucola                                                                        |
| 4-Hydroxy-Glucobrassicin             | 4-OH-3-indolylmethyl                                                                    | Tryptophan             | 4-Hydroxy-Brassicin                                                                                    | Kohl                                                                                          |
| 4-Methoxy-Glucobrassicin             | 4-Methoxy-3-indolylmethyl                                                               | Tryptophan             | 4-Methoxy-Brassicin                                                                                    | Kohl                                                                                          |
|                                      | 3-(Hydroxymethyl)pentyl (CH3–CH2–(CHOH)CH–CH2–CH2–)                                     | Methionin              | | Wiesenschaumkraut                                                                             |
| Glucosativin (Dimer)                 | 4-Mercaptobutyl                                                                         | Methionin              | Sativin                                                                                                | Rucola                                                                                        |
| Glucohesperin                        | 6-Methylsulfinylhexyl                                                                   | Methionin              | 6-Methylsulfinylhexyl Isothiocyanat (6-MSITC)                                                          | Wasabi                                                                                        |
| Glucoputranjivin                     | 1-Methylethyl (CH3–(CH3)CH–)                                                            | Valin                  | | Boechera holboellii                                                                           |
| (2MP)                                | 2-Methylpropyl (CH3–(CH3)CH2–CH2–)                                                      | Leucin                 | | Boechera holboellii                                                                           |
| Glucoarabidopsithalianain            | 4-Hydroxybutyl                                                                          | Methionin              | Arabidopsithalianain                                                                                   | Arabidopsis thaliana, Raps                                                                    |
| Glucoarabishirsutain                 | 7-Methylthioheptyl                                                                      | Methionin              | Arabishirsutain                                                                                        | Meerrettich                                                                                   |
| Glucocleomin                         | 2-Hydroxy-2-methylbutyl                                                                 | Methionin              | Cleomin                                                                                                | Spinnenblume                                                                                  |
| Glucoconringiin                      | 2-Hydroxy-2-methylpropyl                                                                | Methionin              | Conringiin                                                                                             | Conringia orientalis                                                                          |
| Glucoerysimumhieracifolium           | 3-Hydroxypropyl                                                                         | Methionin              | Erysimumhieracifolium                                                                                  | Ruten-Schöterich                                                                              |
| Glucohirsutin                        | 8-Methylsulfinyloctyl                                                                   | Methionin              | Hirsutin                                                                                               | Arabidopsis thaliana                                                                          |
| Glucomalcomiin                       | 3-Benzoyloxypropyl                                                                      | Methionin              | Malcomiin                                                                                              | Carrichtera annua                                                                             |
| Glucosisymbrin                       | 2-Hydroxy-1-methylethyl                                                                 | Methionin              | Sisymbrin                                                                                              | Sisymbrium austriacum                                                                         |